# Matilda Algotsson
Matilda Algotsson (29 maggio 1998) è una pattinatrice artistica su ghiaccio svedese.

## Palmarès
CS: Challenger Series; JGP: Junior Grand Prix
| Internazionali                                                  | Internazionali | Internazionali | Internazionali | Internazionali | Internazionali | Internazionali | Internazionali | Internazionali | Internazionali |
| Evento                                                          | 2013–14        | 2014–15        | 2015–16        | 2016–17        | 2017–18        | 2018–19        | 2019–20        | 2020-21        | 2021-22        |
| --------------------------------------------------------------- | -------------- | -------------- | -------------- | -------------- | -------------- | -------------- | -------------- | -------------- | -------------- |
| Campionati mondiali                                             |                |                |                |                |                | R              | C              |                |                |
| Campionati europei                                              |                |                | 13°            | 13°            | 31°            |                |                |                |                |
| GP Trophée Eric Bompard                                         |                |                |                |                |                | 12°            |                |                |                |
| CS Finlandia Trophy                                             |                |                |                |                |                |                |                |                | R              |
| CS Ice Star                                                     |                |                |                |                |                |                | 8°             |                |                |
| CS Lombardia Trophy                                             |                |                |                |                | 9°             |                |                |                |                |
| CS Nebelhorn Trophy                                             |                |                |                |                | 2°             | 12°            | 13°            |                |                |
| CS Tallinn Trophy                                               |                |                |                |                | 18°            |                |                |                |                |
| CS Warsaw Cup                                                   |                |                |                |                |                |                | 14°            | C              |                |
| Bavarian Open                                                   |                |                |                |                |                |                | 6°             |                |                |
| Challenge Cup                                                   |                |                |                |                |                |                |                | R              |                |
| Cup of Tyrol                                                    |                |                |                |                |                | 15°            |                |                |                |
| Golden Bear                                                     |                |                |                | 4°             | 3°             |                |                |                |                |
| Ice Star                                                        |                |                |                |                |                | 7°             |                |                |                |
| Nordics                                                         |                |                | 5°             | 8°             |                | 5°             |                |                |                |
| NRW Trophy                                                      |                |                |                |                |                |                |                | 5°             |                |
| Tallink Hotels Cup                                              |                |                |                |                |                |                |                | 14°            |                |
| Toruń Cup                                                       |                |                | 6°             | 7°             |                |                |                |                |                |
| Volvo Open Cup                                                  |                |                | 1°             |                |                | 13°            |                |                |                |
| Internazionali: Junior                                          |                |                |                |                |                |                |                |                |                |
| Campionati mondiali                                             | 28°            |                | 30°            |                |                |                |                |                |                |
| JGP Croazia                                                     |                |                | 7°             |                |                |                |                |                |                |
| JGP Giappone                                                    |                | 20°            |                |                |                |                |                |                |                |
| JGP Slovenia                                                    |                |                |                | 10°            |                |                |                |                |                |
| Coupe du Printemps                                              |                | 4°             |                |                |                |                |                |                |                |
| Gardena Trophy                                                  |                | 3°             |                |                |                |                |                |                |                |
| Hellmut Seibt                                                   |                | 7th            |                |                |                |                |                |                |                |
| Ice Challenge                                                   | 8°             |                |                |                |                |                |                |                |                |
| Lombardia Trophy                                                |                |                | 5°             |                |                |                |                |                |                |
| Nordics                                                         | 3°             | 1°             |                |                |                |                |                |                |                |
| NRW Trophy                                                      |                | 5°             | 4°             |                |                |                |                |                |                |
| Sarajevo Open                                                   | 2°             |                |                |                |                |                |                |                |                |
| Toruń Cup                                                       | 3°             | 2°             |                |                |                |                |                |                |                |
| Nazionali                                                       |                |                |                |                |                |                |                |                |                |
| Campionati svedesi                                              | 1° J           | 1° J           | 3°             | 2°             | 2°             | 1°             | 4°             |                |                |
| J = Categoria Junior level; R = Ritirata; C = Evento Cancellato |                |                |                |                |                |                |                |                |                |